# Maartje Luccioni
Maartje Agatha Luccioni-Van der Made (Tilburg, 4 mei 1935) is een Nederlandse schrijver, dichter en vertaler. Ze schreef in de jaren zeventig en tachtig over thema’s als overspel, erotiek en de teloorgang van (huwelijkse) relaties.

## Biografie
Maartje Luccioni is de dochter van de huisarts Hendrik van der Made en Anna Charlotte van Barneveld. Ze werd in Tilburg geboren en verhuisde in 1937 met het gezin naar een villa in Nijmegen. Haar ouders hadden veel belangstelling voor taal en literatuur en hadden een grote bibliotheek. Ze haalde haar doctoraal Engels en was enige tijd lerares in Kampen. In 1961 trouwde ze met Jean-Michel Luccioni, toen nog leraar Engels. Ze vertrok met hem naar Frankrijk om daar te gaan wonen eerst in Caen, later in Montfermeil, een voorstadje van Parijs. 
In 1966 debuteerde Luccioni met vier gedichten in het literaire tijdschrift Tirade. In datzelfde jaar kreeg ze de literatuurprijs van de gemeente Hilvarenbeek voor het gedicht ‘De Kamer’. In 1974 verscheen bij De Bezige Bij haar eerste roman Wie nu geen huis heeft. Voorts heeft ze voor De Arbeiderspers werken van o.a. Roland Barthes en Raphaële Billetdoux uit het Frans vertaald. In 1989 verscheen haar novelle Het hart van Fabio Genovese en in 1990 de vertaling van Meisje in stilte van Billetdoux. Daarna is er geen (vertaald) werk meer van haar gepubliceerd.
Luccioni onderhield een levenslange hechte vriendschap met Mischa de Vreede (1936-2020). Ze leerden elkaar op het Stedelijk Gymnasium Nijmegen kennen. Met Heilige dagen (2007) schreef de Vreede een eerbetoon aan deze vriendschap. 

## Werk
Haar debuutroman Wie nu geen huis heeft (1974) gaat over een familie die deels in Nederland en deels in Frankrijk woont. Erotiek, opvoeding en vruchtbaarheid zijn belangrijke thema’s. De meningen van de recensenten waren verdeeld. Terugkerende kritiek is dat er te veel in wordt gepraat. Ook de vele citaten werden niet gewaardeerd. In de ogen van Gerrit Komrij kon de roman wel genade vinden.
Haar tweede en meest verkochte roman, het tweedelige Alles anders (1976) werd door de recensenten positiever beoordeeld. Reinjan Mulder noemt het in NRC Handelsblad een vitaal geschreven boek ‘over alles waar praatgroepen zich druk om maken’. Het eerste deel draait om een verveeld stel dat met wederzijds goedvinden heil zoekt in overspel. Luccioni geeft een ironisch beeld van het artistieke en welgestelde milieu in Amsterdam-Zuid waarin zij zich bevinden. Het tweede deel fungeert als spiegelverhaal. Hierin schetst Luccioni een tijdperk in de prehistorie waarin vrouwen in vrouwenkampen wonen en mannen in mannenkampen. Tijdens de feestdagen paart men massaal met elkaar om vervolgens weer naar het eigen kamp te vertrekken. Deze situatie komt onder druk te staan als een jongen en een meisje voor monogamie willen kiezen. In deze roman komen thema’s aan de orde die in jaren zeventig in de vrouwenbeweging speelden als seksuele vrijheid en zelfredzaamheid. De schrijfster en columniste Marja Pruis, nomineerde in 2016 dit boek voor de lijst van ‘de 100 beste boeken die u nooit heeft gelezen’ van HP/De Tijd.
Luccioni meent dat vrouwen te lang in een keurslijf zijn gehouden ‘Terwijl mannen ondertussen oogluikend alles mochten’. Om iets aan die achtergestelde positie te veranderen laat ze haar vrouwelijke personages zich aan overspel te buiten gaan. ‘Ik wilde mijn lezeressen laten zien dat het zo ook kon.’ Overspel, seksualiteit en driehoeksverhoudingen spelen dan ook een grote rol in haar romans waaronder Het dubbele gelijk (1980) en De gebalde vrouw (1986). Luccioni’s boeken gaan over geëmancipeerde vrouwen die zoals in De gebalde vrouw de kracht hebben om na een kentering in hun leven de mouwen op te stropen en door te gaan.  
Het hart van Fabio Genevese (1989) is de laatste gepubliceerde roman van Luccioni. Ook hier gaat het om een vastgelopen huwelijk, overspel en het geleidelijke verval van de liefde. Dit werk werd over het algemeen positief ontvangen vanwege het inlevingsvermogen van Luccioni in haar personages en beschrijving van de herfst in de liefde. Arnold Heumaker noemt de roman ‘gevoelig en relativerend, met een bijzondere aandacht voor de stemmingen van het gemoed zonder in overdreven gepsychologiseer te vervallen’. Na de publicatie van deze roman kwam erin 1989 een einde aan de samenwerking tussen Luccioni en De Bezige Bij.

### Poëzie
- ‘Maartje Luccioni/ Vier gedichten’, Tirade, jaargang 10, nr. 118 (1966)
- ‘Maartje Luccioni, Gedichten’, Maatstaf, jaargang 28, augustus (1980)

### Romans en verhalen
- Wie nu geen huis heeft (1974, roman)
- Alles anders (1976, twee lange verhalen)
- Het dubbele gelijk (1980, roman)
- De Cézanne en andere verhalen (1982)
- De gebalde vrouw (1986, roman)
- Het hart van Fabio Genovese (1989, roman)

### Vertaald werk uit het Frans
- Henry de Montherland, Chaos en macht (1965)
- Emmanuelle Arsan, De antimaagd Emmanuelle (1975)
- Emanuelle Arsan, Emanuelle’s kinderen (1976)
- Roland Barthes, De taal der verliefden (1980)
- Roland Barthes, Sade Fourier, Loyola (1984)
- Roland Barthes, De lichtende kamer: aantekeningen over de fotografie (1988)
- Raphaële Billetdoux, Meisje in Stilte (1990)

## Overige Bronnen
- Martje Breedt Bruyn, ‘Huilen kan altijd nog'. Opgewekte zedenschets van Maartje Luccioni’, VN Boekenbijlage, 1986.
- Lilian Caris, Alternatieve vrouwenbeelden in vier Nederlandse vrouwenromans (Amsterdam 1982).
- Kees Fens, ‘Een keukenroman zó ouderwets, dat het een goede parodie is’, De Volkskrant, 14 september 1974.
- Willem Kuipers, ‘De eenvoudige mysteries van Maartje Luccioni’, De Volkskrant, 15 maart 1980.
- P.M. Reinders, ‘Thee en nog eens thee’, NRC Handelsblad, 1 januari 1986.
- Wim Sanders, ‘Boeiend gelijk’, Parool, 7 maart 1980.
- ‘Twee vrouwen in relatie’, Trouw, 22 maart 1980.
- Ab Visser, ‘Over overschatte en onderschatte auteurs’, Leeuwarder Courant 3 mei 1980.
- Rudie Wester, ‘Erotiek schrijft net zo lekker als een wandeling in de regen’, Trouw, 31 juli 1986 (interview).